# Nanda Costa
Fernanda "Nanda" Costa Campos Cotote (Paraty, 24 de setembro de 1986) é uma atriz, cantora e compositora brasileira, que ganhou notoriedade por seus trabalhos na televisão. Ela é vencedora do prêmio de melhor atriz pelo Festival do Rio, e ainda acumula indicações para um Grande Otelo, dois Prêmios Guarani, dois Prêmios Qualidade Brasil, e um Prêmio ACIE. Em 2018, ela recebeu uma indicação ao Grammy Latino de Melhor Canção em Língua Portuguesa.
Costa iniciou sua carreira atuando na novela Cobras e Lagartos, em 2006, onde ganhou destaque como a vilã Madá. Após um hiato de dois anos, ela voltou a atuar, no cinema, em filmes como Sexo com Amor? e Bezerra de Menezes, em 2008, sendo que esse último lhe rendeu uma indicação de melhor atriz coadjuvante no Prêmio Qualidade Brasil. Entretanto, o primeiro grande papel aconteceu em 2009 quando ela interpretou a ambiciosa Soraya na novela do horário nobre Viver a Vida, alcançando grande repercussão e reconhecimento da crítica. No ano seguinte, consagrou-se como uma das atrizes mais versáteis de sua geração ao protagonizar o drama Sonhos Roubados, sendo muito elogiada e premiada em festivais, como o Festival do Rio, além de garantir indicações como melhor atriz no Prêmio Guarani e no Prêmio ACIE de Cinema.
Na novela Cordel Encantado, de 2011, ganhou destaque em um personagem cômico, interpretando Lilica. No mesmo ano voltou a ser aclamada no cinema no drama independente Febre do Rato, onde deu vida a Eneida. Por esse trabalho, recebeu indicação da Academia Brasileira de Cinema ao Grande Otelo de Melhor Atriz, além de receber sua segunda indicação ao Prêmio Guarani. Em 2012 ela alcançou o posto de protagonista de uma novela das nove, como Morena em Salve Jorge, tornando-se uma das atrizes mais conhecidas do país. A novela fez muito sucesso e foi exportada para vários países, sendo esse seu trabalho mais famoso. Por esse trabalho, foi indicada como melhor atriz internacional no Soap France Awards, na França, em 2019.
Desde então, alcançou sucesso em vários outros trabalhos, entre eles como a golpista Sandra Helena, em Pega Pega (2017), a policial Maura em Segundo Sol (2018) e a cabeleira Érica em Amor de Mãe (2020). No cinema, destacou-se no drama Entre Irmãs (2017), ao lado de Marjorie Estiano, e na comédia O Auto da Boa Mentira (2021). Atualmente, também se dedica à música, como cantora e compositora.

## Biografia
Nascida e criada em Paraty, cidade localizada no extremo sul do litoral fluminense, ela nasceu quando sua mãe tinha apenas dezesseis anos. Seu pai abandonou a família quando a atriz tinha um ano de vida, e ela nunca o conheceu. A artista foi criada pela mãe e pelos avós maternos. Em entrevistas revelou que seu avô, José Campos, falecido em 2009, foi sua figura paterna e o maior incentivador de sua carreira artística e de suas escolhas em sua vida pessoal.
A atriz saiu de casa com quatorze anos para estudar e trabalhar em São Paulo, onde teria mais oportunidades, indo morar com sua tia avó, que lá vivia. Aos quinze anos, após um ano na cidade, sua tia avó, já idosa, acabou falecendo repentinamente, o que a deixou muito mal. Nanda, então, só teve duas opções: voltar para Paraty ou encarar uma vida nova na Capital Paulista. Enfrentar sozinha as dificuldades de se morar na maior cidade do país foi o que Nanda escolheu. Pediu para a mãe para ficar, pois queria ser independente e conseguir estudar para se tornar atriz. A mãe não queria, mas consentiu, e assim Nanda ficou morando em um pensionato até ficar maior de idade. Ao sair de lá, já estava melhor preparada para morar sozinha e se manter: Já havia concluído o curso de atriz e estava trabalhando em teatros, assim podendo pagar seu aluguel e viver mediamente bem. Assim foi morar sozinha. Poucos anos depois foi morar no Rio de Janeiro, onde vive até hoje.
Nanda Costa é bisneta de portugueses por parte de seu avô materno, e de libaneses, por parte de sua avó materna.

## Carreira

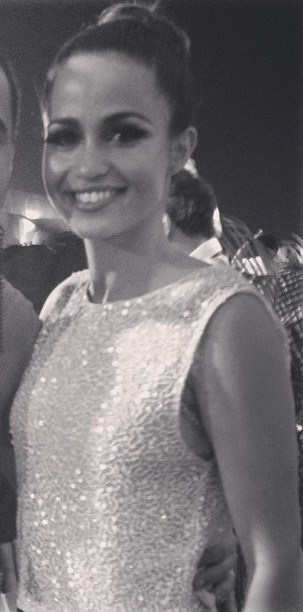
Nanda em 2013

Participou dos filmes Sexo com Amor?, Bezerra de Menezes e Carmo, em 2008. Em 2009 encarou um dos grandes desafios de sua carreira ao interpretar Dolores Duran, no programa Por Toda a Minha Vida e ganhou destaque no longa Sonhos Roubados, que lhe rendeu três prêmios de melhor atriz. Tem ainda no currículo as novelas Viver a Vida (2009) e Cordel Encantado (2011), além da peça A República em Laguna (2011) e participações nas séries Ó Paí, Ó, Amor em 4 Atos e Clandestinos - O Sonho Começou. Pelo filme Febre do Rato, a atriz recebeu o prêmio de Melhor Atriz no Festival de Cinema de Paulínia.
Em 2012 estreia na telenovela Salve Jorge, de Glória Perez, a atriz encara um grande desafio, a sua primeira protagonista em uma telenovela: Morena, uma jovem sonhadora, mãe solteira e muito humilde, que se apaixona perdidamente e se envolve com Théo (Rodrigo Lombardi). O namoro dos dois será abalado quando Morena aceitar ir para o exterior a convite de trabalho, e lá descobrir que foi enganada e que caiu numa rede internacional de tráfico de pessoas, e que agora será obrigada a se prostituir se não quiser morrer. Também estrela o longa Gonzaga - de Pai pra Filho.
Em 2013, viajou para Cuba para fazer as fotos para a revista masculina Playboy, onde apareceu nua na edição de aniversário. Também protagonizará o filme Língua Seca onde fará par romântico com Cauã Reymond, o longa está previsto para estrear em 2014. Integrou o elenco de Império, na pele da interesseira Tuane.  No ano seguinte entrou para a reta final de Malhação, na pele da vilã Josefina. Em 2015, integrou elenco da série Romance Espinosa do GNT no papel de uma ex-dançarina de boate. Em 2017 integra o elenco da novela Pega Pega, onde vive a dissimulada Sandra Helena, uma das ladras do Carioca Palace. Sua personagem fez sucesso, desbancando a mocinha da história, Luiza (Camila Queiroz). Em 2018, encara outro papel polêmico na televisão, na novela do horário nobre Segundo Sol, interpretando Maura, uma íntegra policial que passa por diversos conflitos como o assédio sexual, e o fato de ser homossexual. No final do ano, atuou em seu primeiro longa internacional titulado Monster Hunter contracenando com nomes como Milla Jovovich. Em 2019 integra no elenco da novela Amor de Mãe, novela das 9, interpretando a cabeleireira Érica.

### Música
Nanda é integrante desde 2013 do grupo "Batida Nacional", ao lado da percussionista Lan Lan e do produtor Deeplick, que produziu álbuns de cantores como Shakira, Ricky Martin e outros. Em 2015, o trio lançou um novo single, o primeiro com a colaboração de Nanda Costa, “Ninfa Baby” do álbum Magia Digital. Em 2017, compôs a música "Aponte" na voz de Maria Bethânia para a abertura do filme Entre Irmãs.

## Vida pessoal
De 2010 a 2011, Nanda namorou com o empresário Gabriel Lopes. Em 2013 começou a namorar o chef Davi Peduti, terminando com o mesmo em 2014. No mesmo ano começou a namorar a cantora Lan Lan. Ambas assumiram publicamente o namoro somente em 2018, após quatro anos de relacionamento. Após revelar para a imprensa sua relação homoafetiva, Nanda assumiu ser bissexual, revelando que já teve namoradas anônimas e famosas, mas na época achava que ainda não era a hora certa de assumir para a imprensa algo tão íntimo e pessoal, mas que sua família e amigos próximos sabem sobre sua sexualidade desde sua adolescência. Em março de 2019, Nanda e Lan Lan foram morar juntas. Em 24 de maio do mesmo ano casaram-se oficialmente.
No final do ano de 2019 congelou seus óvulos pois pretende, futuramente, ter filhos com sua esposa via fertilização in vitro.
Em junho de 2021, anunciou sua gravidez de gêmeas, já aos 5 meses, ao Fantástico. Em 19 de outubro de 2021, nasceram as gêmeas Kim e Tiê.

## Filmografia

### Televisão
| Ano  | Título                        | Personagem                    | Nota                                  |
| ---- | ----------------------------- | ----------------------------- | ------------------------------------- |
| 2006 | Cobras & Lagartos             | Maria Madalena Padilha (Madá) |                                       |
| 2008 | Por Toda Minha Vida           | Dolores Duran                 | Episódio: "Dolores Duran"             |
| 2008 | Ó Paí, Ó                      | Quenga                        | Episódio: "A Quenga do Matagal"       |
| 2009 | Viver a Vida                  | Soraia Villela                |                                       |
| 2010 | Clandestinos: o Sonho Começou | Nanda                         |                                       |
| 2011 | Amor em Quatro Atos           | Moça                          | Episódios: "Folhetim" e "Vitrines"    |
| 2011 | Cordel Encantado              | Lilica                        |                                       |
| 2012 | Salve Jorge                   | Morena Ribeiro Garcia         |                                       |
| 2013 | Gonzaga: de Pai pra Filho     | Odaleia                       |                                       |
| 2014 | A Mulher da Sua Vida          | Bruna / Lola                  | Episódio: "13 de abril"               |
| 2014 | O Caçador                     | Marinalva                     |                                       |
| 2014 | Império                       | Tuane da Conceição            |                                       |
| 2015 | Malhação Sonhos               | Josefina Carrara              | Episódios: "27 de julho–14 de agosto" |
| 2015 | Romance Policial - Espinosa   | Camila / Celeste Lamosa       |                                       |
| 2017 | Pega Pega                     | Sandra Helena dos Passos Reis |                                       |
| 2018 | Natureza Morta                | Andressa                      |                                       |
| 2018 | Segundo Sol                   | Maura Câmara                  |                                       |
| 2019 | Segunda Chamada               | Rita Maria de Cássia          | Temporada 1                           |
| 2019 | Amor de Mãe                   | Érica dos Santos Silva        |                                       |
| 2022 | Mulheres Fantásticas          | Narradora                     | Episódio: "Bertha Lutz"               |
| 2022 | Cine Holliúdy                 | Luna, a Konga                 | Temporada 2                           |
| 2023 | The Masked Singer Brasil      | Vovó Tartaruga                | Temporada 3                           |
| 2024 | Justiça 2                     | Milena                        |                                       |

### Cinema
| Ano  | Título                                       | Personagem                 | Notas        |
| ---- | -------------------------------------------- | -------------------------- | ------------ |
| 2008 | Sexo com Amor?                               | Juliana                    |              |
| 2009 | Bezerra de Menezes - O Diário de um Espírito | Senhora                    |              |
| 2009 | Carmo                                        | Rosália Alecrim            |              |
| 2009 | Um Homem Qualquer                            | Lia                        |              |
| 2010 | Sonhos Roubados                              | Jéssica                    |              |
| 2011 | Febre do Rato                                | Eneida                     |              |
| 2012 | Gonzaga: de Pai pra Filho                    | Odaleia Guedes dos Santos  |              |
| 2014 | Infância                                     | Iracema                    |              |
| 2015 | A Saga da Alma de um Poeta                   | —                          |              |
| 2016 | Apaixonados: O Filme                         | Cassia                     |              |
| 2017 | Entre Irmãs                                  | Luzia dos Santos (Vitrola) |              |
| 2017 | Love Film Festival                           | Camila                     |              |
| 2018 | Como Você Me Vê?                             | Ela mesma                  | Documentário |
| 2020 | Alice & Só                                   | Catalina                   |              |
| 2020 | Monster Hunter                               | Lea                        |              |
| 2021 | O Auto da Boa Mentira                        | Caetana                    |              |
| 2023 | Derrapada                                    | Melina                     |              |
| 2024 | Dona Lurdes - O Filme                        | Érica dos Santos Silva     |              |

## Teatro
| Ano  | Título                   | Personagem      |
| ---- | ------------------------ | --------------- |
| 2009 | Cravo e a Rosa - Musical | Rosicleide      |
| 2011 | A República em Laguna    | Anita Garibaldi |
| 2014 | 1964                     | Professora      |

## Discografia

### Com Batida Nacional

#### Álbuns de estúdio
| Álbum         | Detalhes                                                                                            |
| ------------- | --------------------------------------------------------------------------------------------------- |
| Magia Digital | - Lançamento: 17 de julho de 2015 - Formatos: CD, download digital, streaming - Gravadora: DeepLick |
| O Fruto       | - Lançamento: 7 de julho de 2017 - Formatos: CD, download digital, streaming - Gravadora: DeepLick  |

### Singles
| Título                                     | Ano  | Álbum                         |
| ------------------------------------------ | ---- | ----------------------------- |
| "Me Erra"                                  | 2015 | Não adicionado a nenhum álbum |
| "Não É Comum Mas É Normal" (part. Lan Lan) | 2018 | Não adicionado a nenhum álbum |

| Título                                        | Ano  | Álbum                         |
| --------------------------------------------- | ---- | ----------------------------- |
| "Eu To Afim" (Pablo Morais part. Nanda Costa) | 2017 | Não adicionado a nenhum álbum |

### como Compositora
| Título                        | Ano  | Intérprete     |
| ----------------------------- | ---- | -------------- |
| "Aponte"(com Lan Lan e Sambê) | 2018 | Maria Bethânia |

## Vídeos musicais
| Título        | Ano  | Artista   |
| ------------- | ---- | --------- |
| "Eu Amo Você" | 2018 | Ana Cañas |

## Prêmios e indicações
| Ano  | Prêmio                                 | Categoria                                | Indicação                      | Resultado |
| ---- | -------------------------------------- | ---------------------------------------- | ------------------------------ | --------- |
| 2007 | Prêmio Qualidade Brasil                | Melhor Atriz Revelação                   | Cobras & Lagartos              | Indicada  |
| 2007 | Prêmio Contigo! de TV                  | Melhor Atriz Revelação                   | Cobras & Lagartos              | Indicada  |
| 2008 | Prêmio Qualidade Brasil                | Melhor Atriz Revelação                   | Bezerra de Menezes             | Indicada  |
| 2009 | Festival do Rio                        | Melhor Atriz                             | Sonhos Roubados                | Venceu    |
| 2010 | Festival de Cinema Brasileiro de Paris | Melhor Atriz                             | Sonhos Roubados                | Venceu    |
| 2010 | Brazilian Film Festival of Miami       | Melhor Atriz                             | Sonhos Roubados                | Venceu    |
| 2010 | Festival de Biarritz                   | Melhor Atriz                             | Sonhos Roubados                | Venceu    |
| 2010 | Prêmio Contigo! de Cinema Nacional     | Melhor Atriz                             | Sonhos Roubados                | Indicada  |
| 2011 | Prêmio ACIE de Cinema                  | Melhor Atriz                             | Sonhos Roubados                | Indicada  |
| 2011 | Prêmio Guarani de Cinema Brasileiro    | Melhor Atriz                             | Sonhos Roubados                | Indicada  |
| 2011 | Festival de Cinema de Paulínia         | Melhor Atriz                             | Febre do Rato                  | Venceu    |
| 2012 | Prêmio Quem de Cinema                  | Melhor Atriz                             | Febre do Rato                  | Indicada  |
| 2013 | Grande Prêmio do Cinema Brasileiro     | Melhor Atriz                             | Febre do Rato                  | Indicada  |
| 2013 | Prêmio Guarani de Cinema Brasileiro    | Melhor Atriz                             | Febre do Rato                  | Indicada  |
| 2013 | Prêmio Contigo! de TV                  | Melhor Atriz                             | Salve Jorge                    | Indicada  |
| 2013 | Prêmio Extra de Televisão              | Melhor Atriz                             | Salve Jorge                    | Indicada  |
| 2013 | Prêmio Quem de Televisão               | Melhor Atriz                             | Salve Jorge                    | Indicada  |
| 2013 | Prêmio Quem de Televisão               | Revelação                                | Salve Jorge                    | Indicada  |
| 2014 | Troféu Internet                        | Melhor Atriz                             | Salve Jorge                    | Indicada  |
| 2017 | Prêmio Contigo! de TV                  | Melhor Atriz Coadjuvante                 | Pega Pega                      | Indicada  |
| 2017 | Troféu UOL TV e Famosos                | Melhor Atriz                             | Pega Pega                      | Indicada  |
| 2018 | Prêmio Contigo! de TV                  | Melhor Atriz Coadjuvante                 | Segundo Sol                    | Indicada  |
| 2018 | Grammy Latino                          | Melhor Canção em Língua Portuguesa       | "Aponte" (com Lan Lan e Sambê) | Indicada  |
| 2019 | MTV Millennial Awards                  | Ship do Ano                              | Nanda e Lan Lan                | Indicada  |
| 2019 | Soap France Awards                     | Melhor Atriz Internacional               | Salve Jorge                    | Indicada  |
| 2021 | Festival Sesc Melhores Filmes          | Melhor Atriz Nacional                    | Alice & Só                     | Indicada  |
| 2021 | MTV Millennial Awards                  | Eu Shippo                                | Nanda e Lan Lan                | Indicada  |
| 2021 | Prêmio F5                              | Casal Mais Shippado                      | Nanda e Lan Lan                | Indicado  |
| 2021 | Prêmio Contigo! de TV                  | Casal do Ano                             | Nanda e Lan Lan                | Indicado  |
| 2021 | Prêmio Atitude Sustentável             | Orgulho LGBTQIA+                         | Nanda e Lan Lan                | Pendente  |
| 2022 | Festival SESC Melhores Filmes          | Melhor Atriz Nacional                    | O Auto da Boa Mentira          | Indicada  |
| 2023 | Festival do Rio                        | Troféu Suzy Capó de Personalidade do Ano | Nanda e Lan Lan                | Venceu    |
| 2024 | Prêmio Platino                         | Melhor Atriz Coadjuvante de Filme        | Derrapada                      | Pendente  |